# Cmentarz ewangelicki św. Mateusza w Poznaniu
Cmentarz ewangelicki św. Mateusza w Poznaniu – nieistniejący cmentarz ewangelicki zlokalizowany dawniej na Wildzie, przy południowej części ulicy Traugutta, po wschodniej stronie ul. Rolnej.

## Historia
Cmentarz został założony najprawdopodobniej po 1910 dla protestanckiej społeczności Wildy, związanej z kościołem ewangelickim św. Mateusza (obecnie katolickim - pod wezwaniem Maryi Królowej). Był zaznaczany na planach Poznania m.in. z lat: 1927, 1940 i 1950. W listopadzie 1948 był niwelowany. W 1958 był zaznaczony jako Park Partyzancki. Obecnie nie ma po nim zachowanych śladów - na jego miejscu stoi Szkoła Podstawowa nr 5 wraz z parkiem przyszkolnym. Południowym skrajem przebiega Trasa Hetmańska.